# Stenelmis obscurifusca
Stenelmis obscurifusca is een keversoort uit de familie beekkevers (Elmidae). De wetenschappelijke naam van de soort werd in 2003 gepubliceerd door Zhang, Yang & Zhang.